# Tayleur (schip, 1853)
De RMS Tayleur was een driemaster die gecharterd werd door rederij White Star Line en voer op de lijn Liverpool - Australië. Deze route werd net lucratief door de ontdekking van goud daar. Het vergaan van dit schip was lang een smet op het imago.
Het schip werd genoemd naar Charles Tayleur, de stichter van Vulcan Engineering Works te Warrington.

## De ramp
Onder bevel van kapitein John Noble vertrok het schip op 19 januari 1854 richting Melbourne met 652 mensen aan boord.
Het kompas werd gestoord door de stalen romp van het schip en het schip voer richting Ierland. Ook het roer was te klein en kon hierdoor niet voldoende bijgestuurd worden. Nadat ook beide ankers als laatste redmiddel werden uitgeworpen bleek ook dit niet te helpen en hierdoor strandde het op 21 januari 1854 aan de Baai van Dublin. 380 mensen lieten hierbij het leven.
Enkele mensen konden het schip verlaten via een gebroken mast die tot aan het land lag en waarlangs men kon ontsnappen. Anderen konden worden gered via touwen die ze tot aan land hadden getrokken.
Bij hoogwater werd het schip dieper in zee getrokken en zonk het volledig met uitzondering van de masttop waarop nog een man zat. Deze werd door de kustwacht gered.
Uit het onderzoek na de ramp bleek dat slechts 37 van alle 71 bemanningsleden een opleiding hadden genoten en dat tien het Engels niet machtig waren.
De eigenaars werden in beschuldiging gesteld voor de gebreken alsook de kapitein omdat hij geen misthoorn gebruikte tijdens het slechte zicht.

## Het wrak
Delen van het wrak liggen op 18 meter diepte op 30 meter van de zuidoosthoek van het eiland Lambay. Het wrak werd uitgeroepen tot Iers erfgoed en men mag enkel duiken mits toestemming.